# A Thousand and One
A Thousand and One (dt.: „Tausend und eins“) ist ein US-amerikanischer Spielfilm von A. V. Rockwell aus dem Jahr 2023. Das Drama handelt von einer obdachlosen Frau, die ihren in einer Pflegefamilie befindlichen Sohn entführt, um mit ihm ein neues Leben aufzubauen. Die weibliche Hauptrolle übernahm Teyana Taylor.
Die Uraufführung des Films fand im Januar beim 39. Sundance Film Festival statt, wo das Werk den Hauptpreis im US-amerikanischen Spielfilmwettbewerb gewinnen konnte.

## Handlung
Im Jahr 1994 wird die Friseurin und verurteilte Diebin Inez de la Paz aus Rikers Island entlassen und kehrt in das Brooklyner Viertel ihrer ehemaligen Unterkunft zurück, wo sie ihren Sohn Terry mit anderen Kindern aus seinem Pflegeheim auf der Straße sieht. Als Terry nach einem Fluchtversuch aus dem Heim ins Krankenhaus eingeliefert wird, besucht Inez ihn heimlich. Er erzählt ihr von seiner frühesten Erinnerung: wie Inez ihn an einer Straßenecke aussetzte, als er zwei Jahre alt war.
Inez teilt Terry mit, dass sie den Kontakt wieder verlieren werden, wenn er in einer neuen Pflegefamilie untergebracht wird. Nachdem er ihr vorwirft, sie habe ihn wiederholt im Stich gelassen, ist Inez sichtlich erschüttert und fragt Terry, ob er bei ihr leben möchte. Als er dies bejaht, entführt Inez ihn impulsiv aus dem Krankenhaus und flieht in das Viertel ihrer Kindheit in Harlem.
Inez und Terry wohnen in verschiedenen Heimen, bis sie durch einen neuen Job in einem Pflegeheim genug Geld gespart hat, um sich eine Wohnung leisten zu können. Sie besorgt eine falsche Geburtsurkunde und Sozialversicherungskarte für Terry, damit sie ihn in der Schule anmelden kann, und trifft sich mit einem alten Freund und Diebeskollegen namens Lucky. Obwohl er sich mit der Situation scheinbar nicht wohlfühlt, heiraten er und Inez und er verspricht, sich um Terry zu kümmern.
Im Jahr 2001 lebt Inez immer noch in derselben Wohnung mit Terry, obwohl ihre Ehe mit Lucky aufgrund seiner langen Abwesenheit und Untreue in die Brüche gegangen ist. Trotz dieser Probleme zu Hause und der ständigen Schikanen durch die Polizei zeigt Terry hervorragende schulische Leistungen und wird für die Aufnahme in eine auf MINT-Fächer spezialisierte Schule empfohlen.
Terry will nicht hingehen, willigt aber ein, die Einstufungsprüfung abzulegen, um Inez und Luckys Wunsch zu erfüllen, dass er ein besseres Leben haben soll, als sie es hatten. Inez gelingt es nicht, sich mit Lucky zu versöhnen, aber er bekräftigt seine Liebe zu Terry und seine Unterstützung für ihn, was Terry davon überzeugt, zu gehen.
Im Jahr 2005 erliegt Lucky im Krankenhaus allmählich seinem Krebsleiden, während Terry sich auf das College vorbereitet und ihr neuer Vermieter versucht, sie aus der Wohnung zu vertreiben. Als seine Berufsberaterin ihn um seine Geburtsurkunde und seinen Sozialversicherungsausweis bittet, gibt Terry ihr seine gefälschten Papiere, ohne es Inez zu sagen. Als die Dokumente als ungültig zurückkommen, enthüllt Terry widerwillig den Betrug, woraufhin die Beraterin das Sozialamt anruft. Terry warnt Inez, die flieht, bevor der Sozialdienst eintrifft und Terry offenbart, dass sie gar nicht seine leibliche Mutter ist und ihn in ein anderes Heim steckt.
Terry flieht aus dem Heim und kehrt, nachdem Inez’ beste Freundin Kim ihn einlädt, bei ihr zu wohnen, in die Wohnung zurück, wo er Inez vorfindet, die ihre Habseligkeiten zusammensucht. Sie gesteht ihm, dass sie nicht die Frau ist, die Terry in seiner Erinnerung an der Straßenecke ausgesetzt hat, sondern die Frau, die ihn gefunden und seitdem wie einen Sohn behandelt hat. Terry bekräftigt, dass er sie immer noch wie eine Mutter liebt, aber die beiden trennen sich wieder. Bevor sie in ein Taxi in eine ungewisse Zukunft steigt, verspricht Inez Terry, dass „dies kein Abschied ist“.

## Hintergrund
Es handelt sich um das Spielfilmdebüt von A. V. Rockwell für Focus Features. Die preisgekrönte afroamerikanische Regisseurin und Drehbuchautorin beschäftigte sich in ihren bisherigen Kurzfilm- und Fernseharbeiten mit „Themen wie Rasse, Identität und systemische Unterdrückung“. Die weibliche Hauptrolle übernahm die in Harlem aufgewachsene Musikerin und Schauspielerin Teyana Taylor.

## Veröffentlichung und Rezeption
Nach seiner Uraufführung am 23. Januar 2023 beim Sundance Film Festival fand A Thousand and One Anklang bei der englischsprachigen Filmkritik. Auf der Website Rotten Tomatoes erhielt das Werk unter Filmkritikern bislang durchweg Zuspruch. Auf der Website Metacritic hält A Thousand and One eine Bewertung von 70 Prozent, basierend auf sechs ausgewerteten englischsprachigen Kritiken. Dies entspricht allgemein positive Bewertungen („generally favorable reviews“).
Die Sundance-Festivaljury fand A Thousand and One sehr ergreifend und pries den Film für seine „Nuancen und Zärtlichkeit“. Rockwells Regiearbeit sei „echt, voller Schmerz und furchtlos in ihrem rigorosen Engagement für emotionale Wahrheit, die aus bedrückenden Umständen“ entstehe.

## Auszeichnungen
A Thousand and One gewann beim Sundance Film Festival 2023 den Großen Preis der Jury für den besten amerikanischen Spielfilm. Weitere Festivaleinladungen und Filmpreise folgten:
| Festival / Filmpreis                                | Kategorie                                               | Resultat  | Preisträger/ Nominierte                                                              |
| --------------------------------------------------- | ------------------------------------------------------- | --------- | ------------------------------------------------------------------------------------ |
| AAFCA Awards 2024                                   | Bester Independentfilm                                  | Gewonnen  | k. A.                                                                                |
| Black Reel Awards 2024                              | Bester Independentfilm                                  | Gewonnen  | A. V. Rockwell                                                                       |
| Black Reel Awards 2024                              | Beste Regie                                             | Nominiert | A. V. Rockwell                                                                       |
| Black Reel Awards 2024                              | Bestes Regiedebüt                                       | Nominiert | A. V. Rockwell                                                                       |
| Black Reel Awards 2024                              | Bestes Drehbuch                                         | Nominiert | A. V. Rockwell                                                                       |
| Black Reel Awards 2024                              | Bestes Debütdrehbuch                                    | Nominiert | A. V. Rockwell                                                                       |
| Black Reel Awards 2024                              | Beste Hauptrolle                                        | Nominiert | Teyana Taylor                                                                        |
| Black Reel Awards 2024                              | Beste Nachwuchsdarstellerin                             | Nominiert | Teyana Taylor                                                                        |
| Black Reel Awards 2024                              | Bestes Make-up und beste Frisuren                       | Nominiert | Craig Carter                                                                         |
| Boston Society of Film Critics Awards 2023          | Bester Nachwuchsregisseur                               | Runner-up | A. V. Rockwell                                                                       |
| Chicago Film Critics Association Awards 2023        | Vielversprechendster Filmemacher                        | Nominiert | A. V. Rockwell                                                                       |
| Directors Guild of America Awards 2024              | Bestes Regiedebüt                                       | Nominiert | A. V. Rockwell                                                                       |
| Gotham Awards 2023                                  | Bester Film                                             | Nominiert | A. V. Rockwell, Julia Lebedev, Rishi Rajani, Eddie Vaisman, Lena Waithe, Brad Weston |
| Gotham Awards 2023                                  | Beste Hauptrolle                                        | Nominiert | Teyana Taylor                                                                        |
| Gotham Awards 2023                                  | Beste Nachwuchsregie                                    | Gewonnen  | A. V. Rockwell                                                                       |
| Hollywood Critics Association Midseason Awards 2023 | Bester Independentfilm                                  | Nominiert | k. A.                                                                                |
| Hollywood Critics Association Midseason Awards 2023 | Beste Hauptdarstellerin                                 | Nominiert | Teyana Taylor                                                                        |
| Independent Spirit Awards 2024                      | Bester Debütfilm                                        | Gewonnen  | A.V. Rockwell, Julia Lebedev, Rishi Rajani, Eddie Vaisman, Lena Waithe, Brad Weston  |
| Independent Spirit Awards 2024                      | Beste Hauptrolle                                        | Nominiert | Teyana Taylor                                                                        |
| Jerusalem Film Festival 2023                        | Bestes internationales Filmdebüt                        | Nominiert | A. V. Rockwell                                                                       |
| NAACP Image Awards 2024                             | Bester Nachwuchsfilmschaffende                          | Nominiert | A. V. Rockwell                                                                       |
| NAACP Image Awards 2024                             | Bestes Drehbuch                                         | Nominiert | A. V. Rockwell                                                                       |
| NAACP Image Awards 2024                             | Beste Hauptdarstellerin                                 | Nominiert | Teyana Taylor                                                                        |
| NAACP Image Awards 2024                             | Beste Nachwuchsdarstellerin                             | Nominiert | Teyana Taylor                                                                        |
| NAACP Image Awards 2024                             | Bester Kinderdarsteller                                 | Nominiert | Aaron Kingsley Adetola                                                               |
| NAACP Image Awards 2024                             | Bester Kinderdarsteller                                 | Nominiert | Aven Courtney                                                                        |
| NAACP Image Awards 2024                             | Beste Kamera                                            | Gewonnen  | Eric K. Yue                                                                          |
| National Board of Review Awards 2023                | Top Ten Independentfilme                                | Gewonnen  | k. A.                                                                                |
| National Board of Review Awards 2023                | Beste Nachwuchsleistung                                 | Gewonnen  | Teyana Taylor                                                                        |
| Online Film Critics Society Awards 2024             | Bester Debütfilm                                        | Nominiert | A. V. Rockwell                                                                       |
| Sundance Film Festival 2023                         | Großer Preis der Jury – Bester amerikanischer Spielfilm | Gewonnen  | A. V. Rockwell                                                                       |
| Toronto Film Critics Association Awards 2023        | Beste Nachwuchsdarstellerin                             | Gewonnen  | Teyana Taylor                                                                        |